# Сэна, Хидэаки
Хидэаки Сэна (Хидэаки Сузуки) (яп. 瀬名 秀明, род. 17 января, 1968 в городе Сидзуока) — японский фармаколог и философ. Выпускник Тохокского университета. Ещё будучи аспирантом того же университета, написал дебютный роман «Паразит Ева» (Parasite Eve). Позже этот роман был экранизирован. Компанией Square также была создана ролевая видеоигра в жанре фантастики ужасов по её мотивам. Также Хидеаки Сэна является автором произведения «Brain Valley», после написания которого стал победителем японской премии Nihon SF Taisho Award и «tomorrow's Robots». Доктор Сэна сейчас проживает в городе Сэндай, Япония где читает лекции по микробиологии. Сэна это псевдоним, а его настоящее имя Сузуки.

## Работы
- «Паразит Ева» (パラサイト・イヴ, Книжный магазин в Кодакаве, 1995 / Библиотека ужасов в Кодакаве, 1996 / Библиотека Синтоу, 2007)
- «BRAIN VALLEY» (Книжный магазин в Кодакаве, 1997 / Библиотека в Кодакаве, 2000 / Библиотека Синтоу, 2005)
- «Novels & Science — Creation Surpassing the Science/Literature Boundary» (Книжный магазин Иванами, 1993)
- «August Museum» (Книжный магазин в Кодакаве, 2000 / Библиотека в Кодакаве, 2003 / Библиотека Синтоу, 2006)
- «21st Century Robot» (2001)
- «The Rainbow Planetarium» (Соуденса, 2001)
- «Menzel’s Chess Player» (Коубунса, 2001)
- «Robot of Tomorrow» (Бунзейсиндзу, 2002)
- «The Heart’S Time Machine! — A Novel by Hideaki Sena / The Cooking Club» (Книжный магазин в Кодакаве, 2002)
- «Robot Opera» (Коубунса, 2004)
- «Descartes' Sealed Room» (Синтоуса, 2005)
- «The 9th Day — The Tragedy of Joy» (Коубунса, 2006)
- «Science in Wonderland» (Соубунса, 2006)
- «Hideaki Sena’s Essays on Robots» (2008)
- «Every Breath» (2008)
- «Computer Kakumei: Saikyou × Saisoku no Zunou Tanjou» (2012)